# きょんくま
きょんくまは、日本の男性YouTuberグループである。ファンネームは「きょんくま部」。

## 概要
2016年、えいじの提案により「きょん@kuma-eiji」チャンネルを始動。その後えいじが脱退し、きょんとくまの名前を合わせて「きょんくま」という名前になった。
2019年1月にえいじが正式に再加入、同日ダンス仲間のちぇぬが加入。同年11月にちぇぬが脱退するも、同時期に以前より出演していたわたぼう(やるっちゃん)・ディーパー(ゼットクルー、ゾット将軍)が加わり支えていた。2020年12月31日にはわたぼう・ディーパーに加えヘンリー(井上)・ごーきジュニアが正式加入し、現在は大人数で企画を行っている。2021年7月21日に夏期間限定でちぇぬ、ゆとりfam.、田尻裕太が復活した。

## 企画
大人数YouTuberグループである利点を生かした大型企画が多数を占める。メインでは一定の制限時間を設けた耐久・縛り生活企画が数多く行われている。
結成当初は、きょんの身体能力に特化したバク宙講座・2倍速で踊ってみたシリーズが特に注目を浴びた。その他にも武器制作・グミ実験・茶番劇・料理対決などの企画も行っていた。

## メンバー
きょん
リーダー。
青森山田高校中退。八洲学園大学国際高等学校卒業。
母と4人兄弟の家庭で育ち、幼少期は、自宅から帰るとライフラインが止まっているほど貧乏で、白米にドレッシングをかけて食べ、飢えを凌いでいた。小学生の頃に赤い折り紙が一番美味しいよ、と言われ食べていた。中学時代に虐めていた子に「やめろよ」と止めたところ、かえって虐められるようになった。中学2年生から器械体操を始め、翌年の大会で入賞し、青森山田高校に推薦で入学したが、学校特有の旧時代の指導体制や部活動内での体育会系体制、さらには無理が祟った影響による大怪我により体操部を退部し、高校を中退。この時は本人曰く精神的に追い詰められ逃げ出す覚悟を決め、青森から東京までヒッチハイクで帰ってきたとのこと。このことに関して、スパルタ体制や現在の日本社会においての若者の立ち位置などを疑問視しているコメントを残している。中退後は地元でフリーターとして活動した後、八洲学園大学国際高等学校に編入する。そこで学生達と交流を深め、さらに兄に誘われてダンスの道に進み、金銭面の問題でレッスンに通えないため、中学時代からの同級生で会ったえいじを誘い、毎日ストリートで練習し、独学でダンスを学んだ。高校卒業以降、ダンス一本に照準を絞り、世界大会出場などを目論んで猛特訓に励んでいたが、友人らと会う機会が減ったことに寂しさを覚え、尚且つ中学時代に文化祭を経験していないこともあって、19歳の時にイベント主催を行い、そこからダンスのインストラクターの仕事まで行い、有名ダンサーのバックダンサーとしてツアー凱旋をしたり、ミュージックステーションに出演したりし、ダンスの世界大会に進出したりもした。ダンスで生活できるようになったが、怪我をした際の先々に不安を抱え、えいじに会社の設立を相談したところ、二つ返事で承諾したため、くまを誘って会社を設立。会社の宣伝目的でYouTube活動を始め、毎日投稿を決意したと同時にダンス業界から足を洗った。
好きな食べ物は梅干しなど。苦手な食べ物は甘いもの・脂っこいもの・生ゴーヤなど。
元ダンスインストラクター・バックダンサー。
以前はカレー屋・ラーメン屋で働いていた。
MARVELシリーズのファン。
サンリオピューロランドのダンスコンテストで100人以上の中で優勝した。
ペットボトル潰し分別選手権の全国大会で優勝した。
イメージカラーオレンジ　
くま
きょんとは中学時代からの同級生。
日本大学中退。吉本芸能総合学院中退。
高校時代に通っていた予備校の講師の影響から、大学受験で早稲田大学を目指すも合格できず。いくつか滑り止めを受けた中で唯一合格していた日本大学に入学するが、友達をつくれずに中退。その後、NSCの養成所に1年間通い、「ハックルベリー」というコンビを組んでツッコミを担当し、授業で漫才を披露したこともあるが中退。高校時代からアルバイトで働いていた焼肉店に正社員として就職したが、元々焼肉店に勤めたかったわけではないことで葛藤を覚え、役者を志し劇団に入団するも、大学同様馴染めずに辞退。その後、きょんが会社設立を考え、その宣伝場所としてYouTube活動を始めた。
嫌いな食べ物はチーズ（加熱すれば食べられる）・スイカ・メロン・梅干しなど。
実家は八百屋。
きょんに「丸坊主オネエ」などと呼ばれることもある。
焼肉屋時代、客として来店した小島よしお、当時官房長官だった菅義偉に「君僕に似てるて言われるでしょ？」、「君小島よしおに似てるね」と言われたことがある。
初キスは、社員旅行で行った台湾のニューハーフ。
イメージカラー緑
えいじ
きょん・くまの中学生時代からの同級生。結成当初の「きょん@kuma-eiji」時代からのメンバー。
嫌いな食べ物は生の魚介類・トマト。梅干しも苦手であったが克服している。
挨拶(自己紹介)が雑である。
趣味は、遠出の旅行で、2014年には世界一周の船旅を敢行している。
本職の影響で脱退・再加入を繰り返しており、その後もフリーターとしてアルバイトをかけもちしていた。旅行で船渡航した経験から船舶業に興味があったとのことで、2020年11月16日の動画で船舶関係の仕事に再就職の為きょんくまの活動から離脱することを発表し、同年12月2日の旅立ち動画にて離脱した。2021年3月11日に船舶見習いの仕事を退職し動画内で復活を発表した。意気込みから挫折の精神的苦痛は凄まじかった様子で、見習いを辞めて下船後に精神疾患を発症し、視聴者にも精神的にも肉体的にも類を見ない過酷な環境に置かれていたことが明かされた。イメージカラー青
ディーパー
愛称"ゼットクルー"・"ゾット将軍"・"パーディー"・”将軍”。
きょんのダンサー仲間でダンス・歌が得意。
元々サポート役として加入し、きょんくまとしての活動としての他、"歌ってみた"系の個人ソロチャンネル「ディーパーちゃんねる」も運営している。
強面な見た目に反してポンコツな面が親しまれている。グループの体力自慢系の人物で、免許がない頃東京から静岡まで自転車で行った伝説を残している。グループ随一の大食い。嫌いな食べ物はパクチーとなめこ
イメージカラー紫　
わたぼう
愛称"やるっちゃん"だが、視聴者間でもこの呼び名で通じている。
元々サポート役として加入し、「やるッチャンネル」というコンビチャンネルを運営していた。きょんのダンサー仲間。嫌いな食べ物は甘いもの系と海老。チャンネル内の動画「財布の中身チェック」で財布の中に34万円もの現金が入っていた。イメージカラー紫
ごーきジュニア
愛称は チンプレロ ・ ジュニジュニ ・で，「【バスケ神業】5mのゴールに"トランポリン"2個使ってダンクしたい。」の動画内で「珍プレー」を噛んだことが由来。
企画内ではゲームマスターを務めることが多い。脱サラし、きょんくまメンバーに加入。
きょんとはダンス仲間であった。「24時間生配信。ロープの上で耐久生活」の動画の中で、きょんのことを「今まで出会った人の中で唯一、この人についていきたいと思った」と語っている。
学生時代は剣道部に所属していた。
身長は個人的プロフィールは172cmだが、本当は171cmだと動画で明言している。
ファッションが大好きでモデルとしても活動している。嫌いな食べ物はパクチー。
イメージカラー赤
ヘンリー
愛称は"井上"であるが、本名ではない。
かつてゼットクルーの相方として「ディーパーちゃんねる」に所属していたが、脱退後きょんくまグループに合流。
好きな食べ物　甘いもの特にショートケーキ　イメージカラー黄色

### 準レギュラー
ちぇぬ
いよの実兄。きょんとはダンス仲間であり、過去に一緒にダンスイベントを主催したことがある。
えいじとともに2019年1月7日の動画でメンバー入りしたが、新しい仕事に専念するため2019年11月10日の動画で脱退を発表した。
2021年7月21日の動画内で夏期間中の復活を発表した。
田尻祐太
きょん・くまの中学生時代からの同級生。
好きな食べ物はチョコ・ハンバーガー。嫌いな食べ物はバナナ。
普段は劇団に所属し役者業をしている。
企画内ではゲームマスターを務めることが多い。サポート役として加入していたと思われたが、現在までに正式な加入発表はされていない。
2021年1月30日に個人ソロチャンネル「田尻チャンネル」を開設した。
2021年7月21日の動画内で夏期間中の復活を発表した。

### メンバー外サポート
いよ
ちぇぬの実妹。
個人ソロチャンネルで活動しており、バイクや料理・家具関係やキャンプなど多趣味。好きなアイドルはももいろクローバーZ。
詳細はゆとりheaven参照。
2021年7月21日の動画で夏期間中の復活を発表した。

## ゆとりheaven
この節ではきょんくまの姉妹チャンネル的立ち位置である「ゆとりheaven」について記述する。
2018年1月、きょんくまのメンバーであったちぇぬと実妹であるいよにより、「ゆとり兄妹」チャンネルを設立。2019年1月7日にチャンネル名を「ゆとり兄妹」から「ゆとりfam.」に改名。現在は「ゆとりheaven」に改名した。事実上いよの個人チャンネルとして料理・アウトドアの企画を行っている。
きょんくまとゆとりは相互協力関係にあり、きょんくまのメンバーはゆとりのメンバーであり、また逆も然りである。きょんくまの24時間企画内にて料理の提供を行う他、きょんくまハウス内でゆとりの撮影を行い、メンバーに振る舞うこともある。

### メンバー

#### いよ
きょんくまのメンバー・ちぇぬの実妹。趣味は料理・アウトドアであり、それらを活かした企画を行う。好きなアイドルはももいろクローバーZ。

#### ちぇぬ
新しい仕事に就職した為、動画の出演を脱退。
2021年ごろから動画に登場したり、TwitterなどのSNSを使用し，情報発信をしている。
2021年7月21日、きょんくまのメンバー復活を発表した。
新しい活動については本人様のTwitter・YouTubeの動画参照。

### 動画
1. ↑   (日本語) 辛かった過去全て暴露します。 2023年7月1日閲覧。
2. ↑  実は大学中退してました。 - YouTube
3. ↑  【ガチ】メンバーが脱退します。 - YouTube
4. ↑  さようならえいじ、いってらっしゃい。 - YouTube
5. ↑  もう辞めたいです。 - YouTube
6. ↑   (日本語) 財布の中身抜き打ちでチェックしたらとんでもない額出てきたww 2023年7月1日閲覧。
7. ↑  【ガチ】メンバーが脱退する事になりました。 - YouTube
8. 1 2 3  今後について。 - YouTube